# Myrmarachne eidmanni
Myrmarachne eidmanni este o specie de păianjeni din genul Myrmarachne, familia Salticidae, descrisă de Roewer în anul 1942. Conform Catalogue of Life specia Myrmarachne eidmanni nu are subspecii cunoscute.